# Фенольная катастрофа в Уфе
Фенольная катастрофа в Уфе — одна из крупных техногенных катастроф в истории Уфы.
Утечка привела к массовому отравлению жителей города. В период 22 ноября 1989 года — 23 апреля 1990 года для более чем половины жителей Уфы употребление воды из крана было запрещено. 23 апреля 1990 года СЭС объявила о пригодности питьевой воды.

## Хронология событий
В результате техногенной аварии на предприятии ПО «Уфахимпром» произошла утечка большого количества фенола в речку Шугуровка, впадающую в более крупную реку Уфу, являющуюся источником хозяйственно-питьевого водоснабжения города Уфы. Загрязнение воды в районе Южного водозабора превышало ПДК более чем в 100 раз.
23 апреля 1990 года СЭС объявила о пригодности питьевой воды.
Впоследствии предприятие обанкротилось, однако санация предприятия не произведена.
Пробы, взятые НИИ БЖД в 2008 году, показали превышение нормы по содержанию диоксина в почве на территории Уфахимпрома в 44 раза. Завод расположен выше основного в Уфе южного водозабора, однако систематические данные по мониторингу уровня диоксинов в питьевой воде до сих пор не публикуются. В 2021 году Курултай Республики Башкортостан поставил задачу наладить мониторинг содержания диоксинов в уфимской воде. Руководство республики также заявило о намерении начать рекультивацию территории заброшенного завода Уфахимпром до 2024 года.

## Опасность
Специалисты утверждают, что на территории обанкротившегося «Уфахимпрома» находится самый большой в мире объём диоксина и диоксинсодержащих — около двух тонн — загрязнивших грунт на глубину до 20 м на площади в 143 га. Для сравнения, в Севезо произошел выброс около 34 кг ТХДД, а за всё время войны во Вьетнаме было сброшено около 366 кг ТХДД (основного токсина в составе Агента Оранж)
Общая численность населения, потреблявшего питьевую воду, загрязненную фенолом из Южного водозабора Уфы, составила 672 876 человек. Население Уфы было оповещено об опасности употребления водопроводной воды для питья. В течение месяца до нормализации состава питьевой воды с Южного водозабора за медицинской помощью обратилось около 3 тысяч жителей Уфы, 248 из них было госпитализировано, однако случаев отравления фенолом комиссия Минздрава Башкирии не выявила.
Опасность загрязнения питьевой воды фенолом проявляется в том, что при очистке вод использовался хлор, который, взаимодействуя с фенолом, образовывал хлорпроизводные (смесь хлорфенолов) — более токсичные вещества (некоторые в 100—250 раз превышают токсичность самого фенола). Особую опасность представляют суперэкотоксиканты диоксины. Согласно Постановлению Президиума Верховного Совета Республики Башкортостан от 12 мая 1992 г. N 6-3/86 "О загрязнении водопроводной питьевой воды в городе Уфе диоксинами, " содержание диоксинов в уфимской питьевой воде на апрель 1992 года превышало допустимые нормы от 2 до 25 раз. В Постановлении отмечается, что диоксиновое загрязнение представляет постоянную опасность для здоровья уфимцев и что состояние водозаборных сооружений Уфы не позволяет защитить питьевую воду от токсинов. Также отмечается отсутствие адекватного контроля ни за предприятиями-загрязнителями (в первую очередь заводом Химпром, бессистемно сбрасывавшего токсичные хлорфенольные отходы на городскую свалку), ни за качеством питьевой воды в городе.